# Communauté de communes du Pays fertois (Seine-et-Marne)
Pour l’article homonyme, voir Communauté de communes du Pays fertois (Orne).
La communauté de communes du Pays fertois est une ancienne communauté de communes française, située dans le département de Seine-et-Marne en région Île-de-France.

## Historique
L'intercommunalité a été créée le 8 juin 1970 sous forme du district rural de la Ferté-Sous-Jouarre regroupant 18 communes, auxquelles s'est adjoint en 1971 Sainte-Aulde.
Le district s'est transformé en communauté de communes par arrêté préfectoral du 26 décembre 2001.
Dans le cadre des dispositions de la loi portant nouvelle organisation territoriale de la République (Loi NOTRe) du 7 août 2015, qui prévoit que les établissements publics de coopération intercommunale (EPCI) à fiscalité propre doivent avoir un minimum de 15 000 habitants (et 5 000 habitants en zone de montagnes), le préfet de Seine-et-Marne a rendu public le 13 octobre 2015, un nouveau projet de schéma départemental de coopération intercommunale (SDCI), qui prévoyait la fusion de la communauté de communes du Pays de l'Ourcq et celle du Pays Fertois, ce qui est rejeté par une immense majorité de communes et notamment par la ville principale, La  Ferté-sous-Jouarre.
Le nouveau SDCI approuvé le 30 mars 2016 suit l'avis émis par les communes, abandonne cette idée de fusion et ne prévoit pas d'évolution pour le Pays Fertois.
Néanmoins, l'intercommunalité connaît une crise à l'été 2016, où 16 des 19 maires demandent la démission du président président Gérard Geist, invoquant son manque de concertation et de transparence, sur le fond des problématiques de fusion de cette intercommunalité avec d'autres,. Celui-ci annonce sa démission une semaine après, et le conseil communautaire élit en novembre 2017 son successeur, Ugo Pezzeta.
Très vite, la nouvelle intercommunalité envisage sa fusion avec la communauté de communes du Pays de Coulommiers afin d'augmenter les ressources de cette nouvelle structure, qui prendrait le statut de communauté d'agglomération et bénéficierait à ce titre de dotations plus élevées de l'État, tout en ayant une possibilité de négociation plus équilibrée avec Val d'Europe Agglomération et la communauté d'agglomération du pays de Meaux,.
La CDCI du 25 septembre 2017, après avoir recueilli celui des conseils municipaux, donne un avis favorable à cette fusion, qui est entérinée par le préfet en décembre, permettant ainsi la création de la communauté d'agglomération Coulommiers Pays de Brie le 1er janvier 2018, regroupant 43 communes et 75 900 habitants.

## Territoire communautaire

### Composition
L'intercommunalité regroupait, au 1er janvier 2016, les 19 communes suivantes :
| Nom                           | Code Insee | Gentilé        | Superficie (km2) | Population (dernière pop. légale) | Densité (hab./km2) |
| ----------------------------- | ---------- | -------------- | ---------------- | --------------------------------- | ------------------ |
| La Ferté-sous-Jouarre (siège) | 77183      | Fertois        | 10,06            | 9 612 (2014)                      | 955                |
| Bassevelle                    | 77024      | Bassevellois   | 17,46            | 339 (2014)                        | 19                 |
| Bussières                     | 77057      | Bussièrois     | 8,81             | 521 (2014)                        | 59                 |
| Chamigny                      | 77078      | Chamignots     | 14,22            | 1 398 (2014)                      | 98                 |
| Changis-sur-Marne             | 77084      | Changissiens   | 6,98             | 1 139 (2014)                      | 163                |
| Citry                         | 77117      | Citryats       | 5,04             | 839 (2014)                        | 166                |
| Jouarre                       | 77238      | Jotranciens    | 42,19            | 4 152 (2014)                      | 98                 |
| Luzancy                       | 77265      | Luzancéens     | 6,58             | 1 094 (2014)                      | 166                |
| Méry-sur-Marne                | 77290      | Merycards      | 5,77             | 656 (2014)                        | 114                |
| Nanteuil-sur-Marne            | 77331      | Nanteuillais   | 1,25             | 462 (2014)                        | 370                |
| Pierre-Levée                  | 77361      | Pierre-Levéens | 12,93            | 495 (2014)                        | 38                 |
| Reuil-en-Brie                 | 77388      | Reuillois      | 5,92             | 825 (2014)                        | 139                |
| Saâcy-sur-Marne               | 77397      | Saâcyats       | 13,80            | 1 795 (2014)                      | 130                |
| Saint-Jean-les-Deux-Jumeaux   | 77415      | Saint-Jeannais | 13,26            | 1 206 (2014)                      | 91                 |
| Sainte-Aulde                  | 77401      | Saint-Aldais   | 8,63             | 706 (2014)                        | 82                 |
| Sammeron                      | 77440      | Sammeronnais   | 6,06             | 1 112 (2014)                      | 183                |
| Sept-Sorts                    | 77448      | Sept-Sortais   | 3,22             | 452 (2014)                        | 140                |
| Signy-Signets                 | 77451      | Cignatiens     | 13,44            | 603 (2014)                        | 45                 |
| Ussy-sur-Marne                | 77478      | Ussois         | 13,93            | 1 029 (2014)                      | 74                 |

### Démographie
| 1968   | 1975   | 1982   | 1990   | 1999   | 2008   | 2014   |
| ------ | ------ | ------ | ------ | ------ | ------ | ------ |
| 15 757 | 17 379 | 18 687 | 23 003 | 24 634 | 27 037 | 28 435 |

## Organisation

### Siège
L'intercommunalité à son siège à La Ferté-sous-Jouarre, 22 Avenue du Général Leclerc.

### Élus
La communauté de communes est administrée par un conseil communautaire constitué, pour la mandature 2014-2020, de 37 délégués représentant chacune des 19 communes membres, répartis sensiblement en fonction de l'importance de leur population, à raison de :

- 13 délégués pour la Ferté-sous-Jouarre ;

- 6 délégués pour Jouarre ;

- 2 délégués pour Sâacy-sur-Marne ;

- 1 délégué pour chacun des autres villages, dont la population est comprise entre moins de 100 et 1500 habitants.
Le conseil communautaire du 23 avril 2014 a élu son nouveau président, Gérard Geist, maire de Sainte-Aulde
Après sa démission le 5 octobre 2016, le conseil communautaire du 9 novembre 2016 a élu comme président Ugo Pezzetta, maire de La Ferté-sous-Jouarre, jusqu'alors premier vice-président, et a renouvelé la liste de ceux-ci, qui sont désormais : 
1. Pierre-Emmanuel Bégny, maire de Saâcy-sur-Marne ;
2. Philippe Fourmy, maire de Signy-Signets ;
3. Emmanuel Vivet, maire de Nanteuil-sur-Marne ;
4. Didier Vuillaume, maire de Sammeron ;
5. Patrick Romanow, maire de Reuil-en-Brie.

Ensemble, ils constituent le bureau de l'intercommunalité pour la mandature 2016-2017.

### Liste des présidents
| Période        | Période       | Identité         | Étiquette | Qualité                                                      |
| -------------- | ------------- | ---------------- | --------- | ------------------------------------------------------------ |
| avril 2001     | avril 2014    | Jeannine Beldent |           | Cadre infirmier Maire de Chamigny (1995 → )                  |
| avril 2014     | novembre 2016 | Gérard Geist     |           | Enseignant Maire de Sainte-Aulde (2001 → 2020)               |
| novembre 2016, | décembre 2017 | Ugo Pezzetta     | LR        | Gérant d'entreprise Maire de La Ferté-sous-Jouarre (2014 → ) |

### Compétences
L'intercommunalité exerce les compétences qui lui ont été transférées par les communes membres conformément aux dispositions du code général des collectivités territoriales. Il s'agit de : 
- L'urbanisme
- L'eau potable
- L'assainissement collectif
- L'assainissement non collectif
- Les transports (scolaires et publics)
- La collecte des déchets ménagers
- L'électrification rurale
- La télévision
- L'accessibilité pour les personnes à mobilité réduite[22].

L'intercommunalité a transféré certaines de ces compétences au syndicat Marne-Ourcq, qui regroupe la CCPF et la communauté de communes du Pays de l'Ourcq :
- la gestion de l’aire des gens du voyage créée en 2010,
- la création de la zone d’activités économiques des Effaneaux
- la mise en œuvre du Schéma de cohérence territoriale (SCOT)[23].

### Régime fiscal et budget
La Communauté de communes est un établissement public de coopération intercommunale à fiscalité propre.
Afin de financer l'exercice de ses compétences, l'intercommunalité perçoit la fiscalité professionnelle unique (FPU) – qui a succédé à la taxe professionnelle unique (TPU) – et assure une péréquation de ressources entre les communes résidentielles et celles dotées de zones d'activité.
Elle bénéficie également une bonification de la dotation globale de fonctionnement (DGF).

### Effectifs
Afin de mettre en œuvre ses compétences, en 2014, l'intercommunalité employait 87 salariés.